# Picciotto
Il termine picciotto si riferisce  , in lingua siciliana corrisponde all'italiano picciotto. Nel tempo l'uso è variato e viene oggi usato comunemente anche per indicare il livello più basso di affiliazione di alcune organizzazioni criminali italiane di tipo mafioso.
Nelle province di Catania e Caltanissetta per indicare il "ragazzo" viene utilizzato il termine caruso.
Mentre a Messina si dice "Figghiolu".

## Nel Risorgimento
Furono denominati così quei giovani, e meno giovani, che costituirono le bande siciliane che si unirono nel 1860 a Giuseppe Garibaldi nell'Esercito meridionale, i cosiddetti picciotti siciliani, per combattere contro i borbonici.

## Nella criminalità

### Mafia
A partire dal '900 viene usato per indicare un appartenente ai gradini più bassi all'interno dell'organizzazione criminale cosa nostra. 

### Camorra
Nella seconda metà dell'Ottocento, i camorristi napoletani, che definivano la loro organizzazione come "Onorata Società" o "Bella Società Riformata", chiamavano Picciotto o Picciotto d'onore colui che ricopriva il grado gerarchico più basso della struttura. Seguiva dopo un anno di attività criminose il passaggio a Picciotto di sgarro. Si accedeva al grado di Picciotto dal precedente Tamurro. Per diventare picciotto l'aspirante doveva subire la prova della tirata, cioè un duello a primo sangue sul braccio con coltello. Il grado successivo al picciotto era il camorrista 

### 'Ndrangheta
Nella 'Ndrangheta il Picciottu o Picciotto liscio è la prima dote (valore di merito che ti conferisce il passaggio di grado nell'organizzazione) che si riceve quando si è contrasti onorati, cioè tutte quelle persone che potrebbero diventare affiliate.
Si diventa picciotto tramite un rito detto di Battesimo dai 14 anni in su.
Durante il rito viene presentato da 7 persone di cui una garantisce per lui.
Il santo protettore dei picciotti è Santa Liberata.
La dote successiva è quella di camorrista.
La sopradoti sono: picciotto di giornata che esegue semplici compiti e il picciotto di sgarro se si è particolarmente distinto.
La seguente è una formula-tipo pronunciata durante l'iniziazione:
D: Che cosa vi ha dotato la società?

R: Sette belle cose
D: E cosa sono?
R: Politica, Falsa politica, Rasoio, Sperra, Matita, Carta e Specchio
D:A che cosa vi servono queste sette belle cose?
R:La politica... (illeggibile)
R:La sperra per difendere i miei compagni e saggi maestri, Matita per segnalare i nostri avversari,Carta per intragettare ogni giocata con i contrasti, Specchio per guardare le spalle al saggio capo giovane e all'Onorata Società.
D:Scusate amico il vostro saggio capo aveva tanto bisogno di voi?
R:Scusate il mio saggio capo con una mano buttava carte di mille e con un'altra  mano raccoglieva centesimi e millesimi.
D:Come cammina un picciotto?
R:Sopra un marciapiede fino finissimo che non traballa né da una parte né dall'altra»
(Dotazione del picciotto.)

### Sacra Corona Unita
Nella Sacra Corona Unita il Picciotto o Picciotto d'onore è il grado gerarchico più basso della struttura.
Il grado successivo al picciotto è il "camorrista".